# Novo Horizonte (Santa Catarina)
Pour les articles homonymes, voir Novo Horizonte.
Novo Horizonte est une ville brésilienne située dans la mésorégion Ouest de Santa Catarina, dans l'État de Santa Catarina.

## Géographie
Novo Horizonte se situe par une latitude de 26° 26′ 40″ sud et par une longitude de 52° 50′ 01″ ouest, à une altitude de 710 mètres.
Sa population était de 2 750 habitants au recensement de 2010. La municipalité s'étend sur 152 km2.
Elle fait partie de la microrégion de Chapecó, dans la mésorégion Ouest de Santa Catarina.

## Villes voisines
Novo Horizonte est voisine des municipalités (municípios) suivantes :
- Coronel Martins
- Formosa do Sul
- Galvão
- Jupiá
- Santiago do Sul
- São Lourenço do Oeste